# Regał

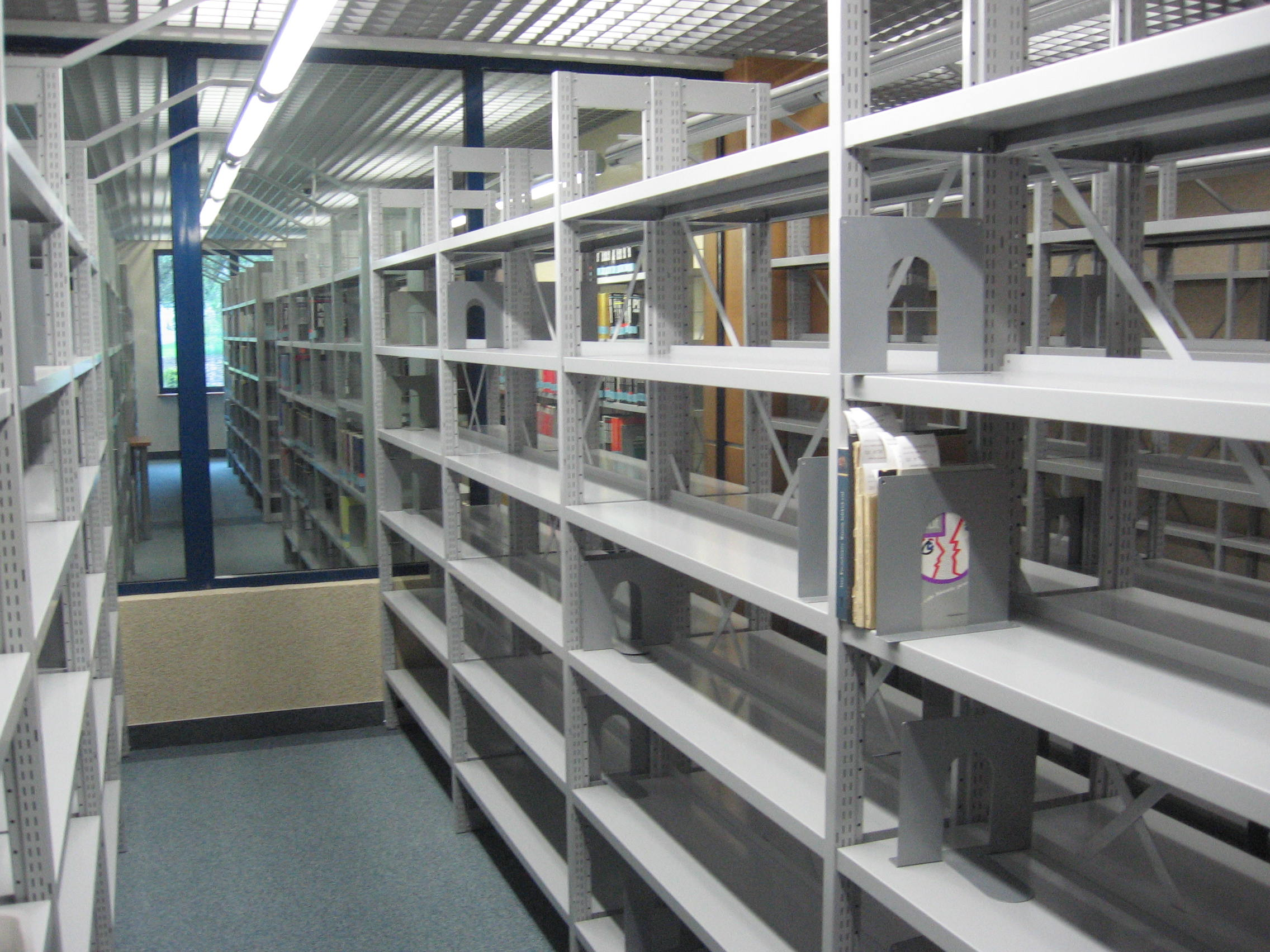
Dwustronny regał magazynowy w Bibliotece Uniwersytetu Łódzkiego

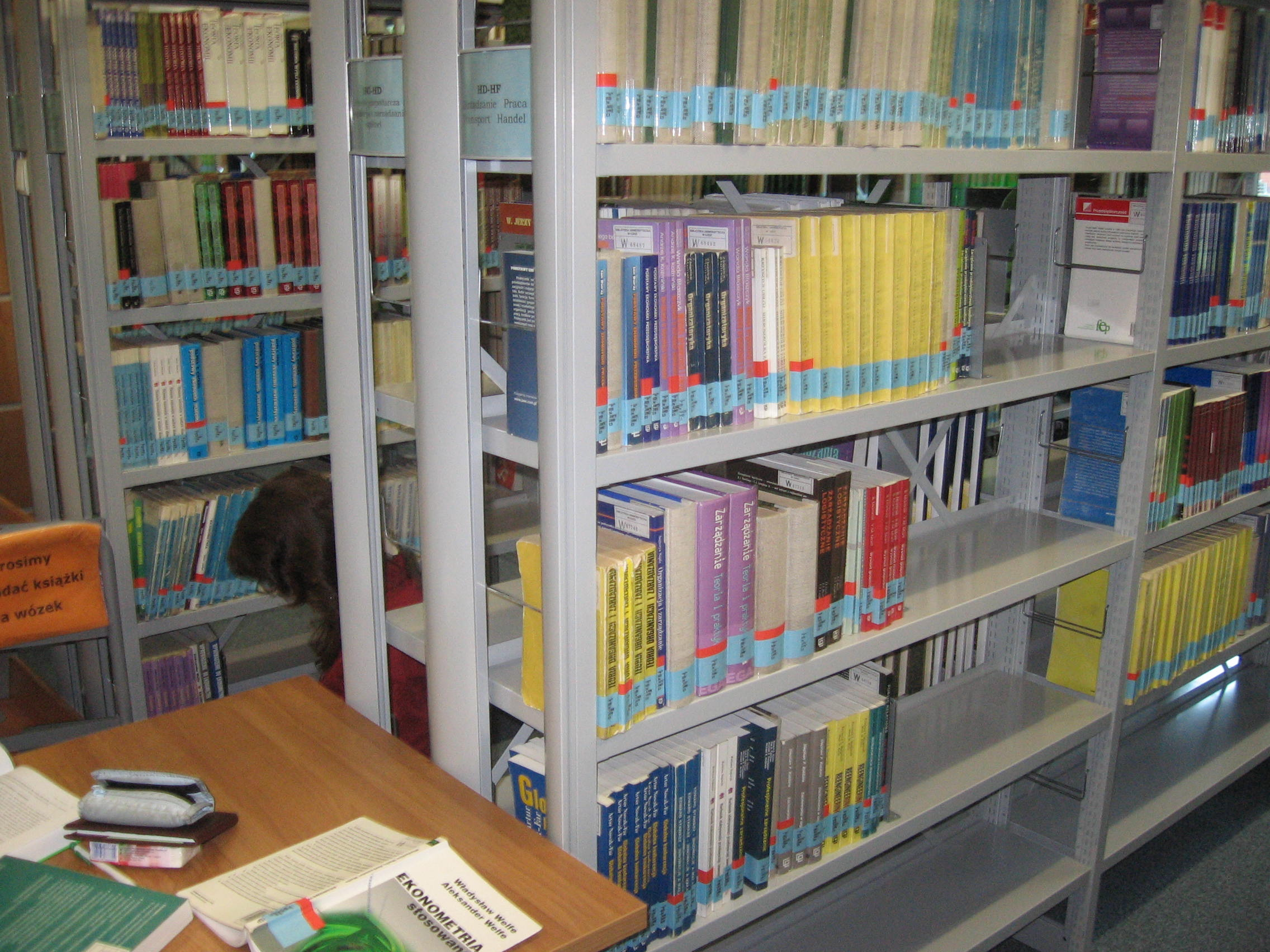
Dwustronny regał w Bibliotece Uniwersytetu Łódzkiego

Regał – mebel biblioteczny służący do przechowywania książek.
Współcześnie regały i pozostałe sprzęty biblioteczne tworzą systemy zintegrowane, czyli zespoły sprzętów zharmonizowanych ze sobą pod względem wymiarów, konstrukcji i formy zewnętrznej.

## Podstawowy podział regałów
- ze względu na konstrukcję:
  - pojedyncze, podwójne (jednostronne, dwustronne)
  - przesuwne, wysuwne
  - wjezdne
  - wspornikowe
  - przepływowe
- ze względu na zawartość: na dokumenty, na książki, na obrazy, z pochyłymi półkami na czasopisma

Podział regałów według podręcznika "Bibliotekarstwo" pod redakcją Zbigniewa Żmigrodzkiego:
- magazynowe i pozamagazynowe
- jednostronne i dwustronne
- wolnostojące, przyścienne, naścienne
- swobodnie stojące i kotwiczone
- drewniane, metalowe, z metalu i drewna, z drewna i tworzywa
- skrzynkowe (pełnościenne), wspornikowe drabinkowe albo słupkowe
- na książki, na roczniki czasopism, na czasopisma bieżące (z półką tzw. licową na najnowszy numer i kasetą na poprzednie numery), na różne rodzaje zbiorów specjalnych – m.in. z szufladami do map arkuszowych i afiszów, z wieszakami do map zwiniętych, z pionowymi przegródkami do patentów czy norm

W przeszłości wykonywano ozdobne regały, ze szlachetnych gatunków drewna, dodając inkrustacje i intarsje, kunsztowne wykończenia, złocone ornamenty i stylizowane napisy z numerami i nazwami działów.